# Mi prepuni smo ljubavi
A Mi prepuni smo ljubavi a Dubrovački trubaduri második nagylemeze, amely 1970-ben jelent meg a Jugoton kiadásában. Katalógusszáma: LPY-V-S-804.

## Az album dalai

### A oldal
1. Dalmatinski lero
2. Oj djevojko, dušo moja
3. Trubadurska serenada
4. Jedan dan
5. Linđo
6. Ona i priatelj moj
7. Serenada Dubrovniku

### B oldal
1. Mi prepuni smo ljubavi
2. Djevojka mlada
3. Luda mladost
4. Kad se jednom rastanemo
5. Ima sunca za sve nas
6. Moja je djevojka obična
7. Lipa zavidnost

## Külső hivatkozások
- http://rateyourmusic.com/release/album/dubrovacki_trubaduri/mi_prepuni_smo_ljubavi/